# Forgiveness Rock Record
Forgiveness Rock Record – czwarty album studyjny zespołu Broken Social Scene, wydany przez Arts & Crafts 4 maja 2010 roku. Jest to pierwszy album grupy wyprodukowany przez muzyka zespołu Tortoise Johna McEntire'a. W nagraniu albumu pojawili się gościnnie: Leslie Feist, Emily Haines, Scott Kannberg z zespołu Pavement oraz Sebastien Grainger z Death from Above 1979.

## Lista utworów
1. "World Sick" 	6:47
2. "Chase Scene" 	3:31
3. "Texico Bitches" 	3:49
4. "Forced to Love" 	3:34
5. "All to All" 	4:49
6. "Art House Director" 	3:32
7. "Highway Slipper Jam" 	4:26
8. "Ungrateful Little Father" 	6:41
9. "Meet Me in the Basement" 	3:43
10. "Sentimental X's" 	5:40
11. "Sweetest Kill" 	5:09
12. "Romance to the Grave" 	4:47
13. "Water in Hell" 	4:25
14. "Me and My Hand" 	2:05

### Lo-Fi for the Dividing Nights
Lo-Fi for the Dividing Nights - EP nagrane przez zespół podczas sesji do albumu. Dostępne do ściągnięcia przed wydaniem płyty.
1. "New Instructions" 	1:42
2. "Sudden Foot Loss" 	2:37
3. "Shabba Lights" 	1:31
4. "Song for Dee" 	2:06
5. "Eling's Haus" 	1:40
6. "Professor Sambo" 	2:32
7. "Never Felt Alive" 	1:52
8. "Paperweight Room" 	1:54
9. "Turbo Mouse" 	2:09
10. "Far Out" 	3:41